# Amomum trichanthera
Amomum trichanthera là một loài thực vật có hoa trong họ Gừng. Loài này được Otto Warburg mô tả khoa học đầu tiên năm 1891.

## Phân bố
Loài này có ở Papua New Guinea.